# بیلا کاتزیرز
بیلا کاتزیرز (مجاری: Béla Katzirz؛ زادهٔ ۲۷ آوریل ۱۹۵۳) بازیکن فوتبال اهل مجارستان بود.
از باشگاه‌هایی که در آن بازی کرده‌است می‌توان به باشگاه فوتبال اسپورتینگ اشاره کرد. وی همچنین در تیم ملی فوتبال مجارستان بازی کرده‌است.

## دوان حرفه ای

### باشگاهی
کاتزیرز کار خود را با باشگاه Pécsi Munkás SC در لیگ دسته اول مجارستان آغاز کرد، جایی که او برای ۱۰.۵ فصل بازی کرد. در سال ۱۹۸۳، کاتزیرز به تیم اسپورتینگ کلوب در لیگ پرتغال پیوست، و جایگزین فرنس مسزاروس، ملی‌پوش مجارستانی شد. او پیش از بازگشت به مجارستان، سه فصل در اسپورتینگ ماند.

### تیم ملی
کاتزیرز چندین بازی برای تیم ملی فوتبال مجارستان انجام داد، از جمله سه بازی مقدماتی جام جهانی ۱۹۸۲ و چندین مسابقه مقدماتی یورو ۱۹۸۰ و یورو ۱۹۸۴. او عضوی از تیم مجارستان در فینال جام جهانی ۱۹۸۲ بود، اما به عنوان یک ذخیره از او استفاده ای نشد.

## زندگی شخصی
پسر او، داوید کاتزیرز، یک بازیکن هندبال حرفه ای است.